# Academia Árabe de Damasco
Academia Árabe de Damasco (en árabe: مجمع اللغة العربية بدمشق‎) es la academia más antigua que regula el idioma árabe. Fundada en 1918 durante el reinado de Fáysal I en Siria. Tiene su sede en Al-Adiliyah Madrasa y sigue el modelo de las academias de idiomas de Europa y nace con la referencia explícita al ejemplo de la Academia francesa.

## Objetivo
La arabización era la misión principal de esta academia después de un largo período bajo la dominación del Imperio otomano y el uso del idioma turco otomano en los principales lugares del mundo Árabe. Desde su fundación, ha sido liderada por los comités de notables profesores de la lengua árabe, los académicos y expertos podrían volver a extender el uso del árabe en las instituciones del Estado y la vida cotidiana de muchos países árabes mediante la adaptación de procedimientos ampliamente aceptados y registros de arabización.
Los directivos de esta academia fueron los siguientes:
- Muhammad Kurd Ali (1919–1953)
- Khalil Mardam Bey (1953–1959)
- Prince Mustafa Shahabi (1959–1968)
- Dr. Husni Sabh (1968–1986)
- Dr. Shaker Al-Fahham (1986–2008)
- Dr. Marwan Mahasne (2008–2022)
- Dr. Mahmoud Ahmed Al-Sayed (2022-presente).

A partir de 2011, su biblioteca contiene unos quince mil volúmenes y quinientos manuscritos.